# Green Manor
Green Manor is een Frans-Belgische stripreeks die begonnen is in januari 2001. Alle verhalen zijn geschreven door Fabien Vehlmann en getekend door Denis Bodart. De gebundelde verhalen zijn uitgegeven door Dupuis. De reeks begon met een kortverhaal dat verscheen in het stripblad Spirou. Gelet op de goede ontvangst volgden nieuwe kortverhalen en uiteindelijk drie albums.
Green Manor is een sjieke gentlemen's club in het Engeland van de negentiende eeuw. De verhalen hebben telkens andere personages, enkel de club Green Manor is een constante. Het gaat om macabere moordverhalen, gekruid met fantasie en humor.

## Albums
| Nummer | Titel                              |
| ------ | ---------------------------------- |
| 1      | Gentlemen en moordenaars           |
| 2      | Dood zijn heeft weinig om het lijf |
| 3      | Dodelijke fanasieën                |

## Prijzen
De Franstalige integrale uitgave van Green Manor ontving de prijs voor beste album met korte verhalen op het Festval Lucca 2016.